# 운동 신경

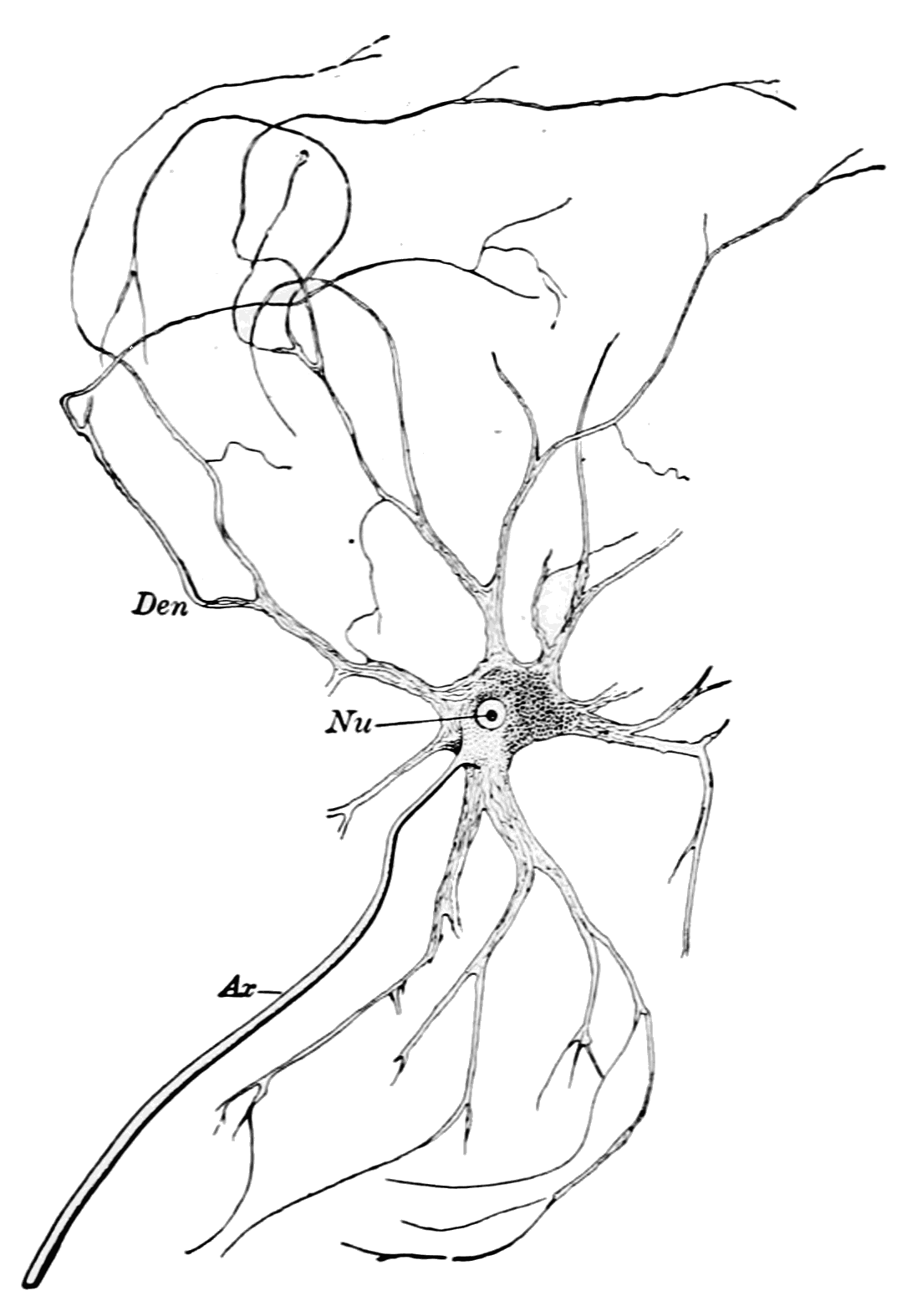

운동 신경 (motor nerve)은 중추신경계(보통은 척수)에 위치한 신경으로, 중추신경계로부터 오는 운동 신호를 신체 근육으로 전달하는 역할을 한다. 세포체와 수상 돌기를 포함하는 운동 신경세포와는 구별한다. 운동신경은 축색 돌기로 이루어져 있다.

## 같이 보기
- 감각신경 (sensory nerve)
- 들신경섬유 (afferent nerve fiber)
- 날신경섬유 (efferent nerve fiber, 원심성 신경 섬유)
- 감각 신경세포 (sensory neuron)
- 운동 신경세포 (motor neuron 또는 efferent neuron)